# Ryan Crouser
Ryan Crouser (Portland, 18 de dezembro de 1992) é um atleta tricampeão olímpico e bicampeão mundial norte-americano, especialista no arremesso de peso e no lançamento de disco. É o atual recordista mundial de arremesso de peso com a marca de 23,56 m. É também o único tricampeão olímpico desta modalidade do atletismo.

## Carreira
Vindo de uma família de atletas praticantes do atletismo de campo e de modalidades de lançamentos – seu tio competiu em dois Jogos Olímpicos no lançamento de dardo e seu pai foi reserva no lançamento de disco em Los Angeles 1984 – aos 17 anos conquistou uma medalha de ouro no peso e uma de prata no disco no Campeonato Mundial Juvenil de Atletismo de 2009, em Bressanone, Itália. Em 2013 venceu o campeonato da NCAA com um arremesso de 20,31 m e no mesmo ano conseguiu sua melhor marca, 21,09 m, em outro torneio local.
Dividido entre os estudos universitários na Universidade do Texas em Austin e o esporte, competiu apenas localmente nos dois anos seguintes. Em fevereiro de 2016, ele fez seu melhor arremesso,  21,73 m, no campeonato indoor Big 12, em Ames, em Iowa, o que o colocou no segundo lugar do ranking de arremesso de peso indoor da IAAF.
Pouco antes das seletivas americanas para os Jogos Olímpicos, Crouser aumentou sua marca pessoal para  21,85 m, o que o colocou em segundo no ranking anual americano, atrás apenas do campeão mundial em Pequim 2015 Joe Kovacs. Durante as seletivas, em seu segundo arremesso ele alcançou os 22,11 m, não apenas derrotando Kovacs mas fazendo então uma das vinte maiores marcas da história.
Na Rio 2016, conquistou a medalha de ouro derrotando o rival americano e o bicampeão olímpico Tomasz Majewski com um arremesso de 22,52 m, novo recorde olímpico, suplantando a marca do alemão-oriental Ulf Timmermann que vigorava desde Seul 1988. Depois de ficar apenas em sexto lugar no Mundial de Londres 2017, em Doha 2019 ele conquistou a medalha da prata com um lançamento de 22,90 m, o melhor da carreira e o sexto de todos os tempos, na competição de mais alto nível da história desta modalidade olímpica, com os três integrantes do pódio arremessando o peso a 22,91 m e 22,90 m – Crouser empatou com o neozelandês Tomas Walsh nesta distância mas ganhou a prata desempatando pelo segundo melhor lançament o– distâncias estas não alcançadas neste esporte desde 1990. Kovacs, o eterno rival norte-americano, arremessou na marca de 22,91 m em sua última tentativa. 
Em junho de 2021, durante as seletivas norte-americanas para os Jogos de Tóquio em Eugene, estado do Oregon, Crouse arremessou o peso a 23,37 m e quebrou o recorde mundial do compatriota Randy Barnes – 23,12 m – que durava há 31 anos.
Em Tóquio 2020 Crouser confirmou sua forma e se tornou bicampeão olímpico com um arremesso de 23,30 m, recorde olímpico e o segundo maior de todos os tempos, abaixo apenas de seu próprio recorde conseguido dois meses antes. Dos seus cinco arremessos válidos, quatro foram melhores que a melhor marca do segundo colocado.
Recordista mundial e bicampeão olímpico, Crouser nunca tinha sido campeão mundial até 2022, quando conseguiu o título no estádio de Hayward Field, Eugene, cidade próxima de sua cidade natal, Portland, e onde sempre treinava e competia, durante o Campeonato Mundial de Atletismo de 2022, com um lançamento de 22,94 – o último de sua série – novo recorde do campeonato.
Em 27 de maio de 2023, durante o Los Angeles Grand Prix na UCLA, ele estabeleceu uma nova marca mundial, 23,56 m, quebrando seu próprio recorde anterior. Em Budapeste 2023 se sagrou bicampeão mundial com um novo recorde do campeonato mundial – 23,51 m – apenas 5 cm abaixo de seu recorde mundial.
Em Paris 2024, vindo de uma contusão no ombro e com uma temporada abaixo das suas possibilidades, ele arremessou o peso a 22,90 m, ganhando a medalha de ouro e se tornando o primeiro tricampeão olímpico desta modalidade.

## Vida pessoal
Crouser vem de uma família de atletas de campo. Seu pai, Mitch Crouse, que também é seu técnico, era lançador de disco e foi quarto colocado na seletiva americana para Los Angeles 1984, e seu tio, Brian Crouse, competiu no lançamento de dardo em Seul 1988 e Barcelona 1992. Seus primos, Sam  e Haley Crouser, também são lançadores de dardo.